# Herbert Druce
Pour les articles homonymes, voir Druce.
Herbert Druce est un entomologiste britannique, né le 14 juillet 1846 à Londres et mort le 11 avril 1913 dans cette même ville.
Ses collections de Rhopalocères sont acquises, vers 1880, par Frederick DuCane Godman (1834-1919) et Osbert Salvin (1835-1898) avant d’être léguées au British Museum.

## Liste partielle des publications
- 1872 : avec Arthur Gardiner Butler (1844-1925), Descriptions of new genera and species of Lepidoptera from Costa Rica. Cistula entomologica, 1 : 95–118.
- 1907 : On Neotropical Lycaenidae, with Descriptions of New Species. Proceedings of the Zoological Society of London : 566–632, pls. 31–36.